# Days of Future Passed Live
Days of Future Passed Live is een livealbum van Moody Blues.

## Inleiding
De Moody Blues is in de 21e vooral bekend als een muziekgroep die toert, waarbij ook regelmatig Nederland en België aangedaan wordt. Gedurende die tournees ontstond het idee om het succesalbum Days of Future Passed een aantal keren in haar geheel uit te voeren met orkest. Een van de initiators was het platenlabel Eagle Records. De band moest wel op zoek naar de orkestpartijen, maar die bleken grotendeel verloren gegaan; de nummers bleken na de plaatopnamen zonder orkest slecht op het podium te brengen. In 2015 werden daarop Elliot Davis (componist en arrangeur) en Pete Long (kopiist en arrangeur) in dienst genomen op de orkestpartijen opnieuw te schrijven. Alles was klaar voor een Amerikaans/Canadese tournee van ongeveer een maand in 2017, die in het teken stond van het 50-jarig jubileum van dat album. Daarbij zaten ook twee concerten in het Sony Centre for the Performing Arts in Toronto (6 en 7 juli 2017), waarbij opnamen werden gemaakt.
Tijdens de concertreeks werden voor het eerst weer liedjes uitgevoerd van oud-lid Mike Pinder, waarvan vrijwel niets meer gespeeld werd sinds zijn vertrek in 1978. Ray Thomas, het andere ex-lid uit die periode, had al afscheid genomen van het podium; hij zou  de uitgifte van het album niet meer meemaken; hij overleed in januari 2018.
Voor zover bekend haalde het album nergens de albumlijsten.

## Musici

### Moody Blues
- Justin Hayward – zang, gitaren
- John Lodge – zang, basgitaar
- Graeme Edge drumstel, percussie

### Gastmusici
- Norda Mullen – dwarsfluit, gitaar, percussie, zang
- Julie Ragins – toetsinstrumenten, percussie, gitaar, saxofoon, zang
- Alan Hewitt – toetsinstrumenten, zang
- Billy Ashbaugh – drumstel, percussie
- Jeremy Irons - spreekstem

## Muziek
| Nr. | Titel                                       | Duur |
| --- | ------------------------------------------- | ---- |
| 1.  | I'm Just a Singer (In a Rock and Roll Band) | 7:19 |
| 2.  | The Voice                                   | 4:11 |
| 3.  | Steppin’ in a Slide Zone                    | 5:55 |
| 4.  | Say It with Love                            | 5:55 |
| 5.  | Nervous                                     | 5:19 |
| 6.  | Your Wildest Dreams                         | 5:20 |
| 7.  | Isn’t Life Strange                          | 8:15 |
| 8.  | I Know You’re Out There Somewhere           | 5:29 |
| 9.  | The Story in Your Eyes                      | 3:56 |

| Nr. | Titel                                 | Duur |
| --- | ------------------------------------- | ---- |
| 1.  | The Day Begins                        | 4:27 |
| 2.  | Morning Glory                         | 1:58 |
| 3.  | Dawn (Prelude)                        | 0L45 |
| 4.  | Dawn is a Feeling                     | 3:26 |
| 5.  | The Morning (prelude)                 | 0:24 |
| 6.  | Another Morning                       | 4:11 |
| 7.  | Lunch Break (prelude)                 | 1:55 |
| 8.  | Peak Hour                             | 3:54 |
| 9.  | Tuesday Afternoon (Forever Afternoon) | 5:42 |
| 10. | Evening (Time to Get Away)            | 3:51 |
| 11. | The Sunset (prelude)                  | 0:41 |
| 12. | The Sunset                            | 3:01 |
| 13. | Twilight (prelude)                    | 0:22 |
| 14. | Twilight Time                         | 3:26 |
| 15. | Late Lament                           | 1:07 |
| 16. | Nights in White Satin                 | 6:34 |
| 17. | The Night (finale)                    | 3:56 |
| 18. | Question                              | 6:37 |
| 19. | Ride My See-Saw                       | 4:47 |

Op het originele album kwam Late Lament na Nights in White Satin.